# Île Alexandre-Ier
Pour les articles homonymes, voir Alexandre Ier.

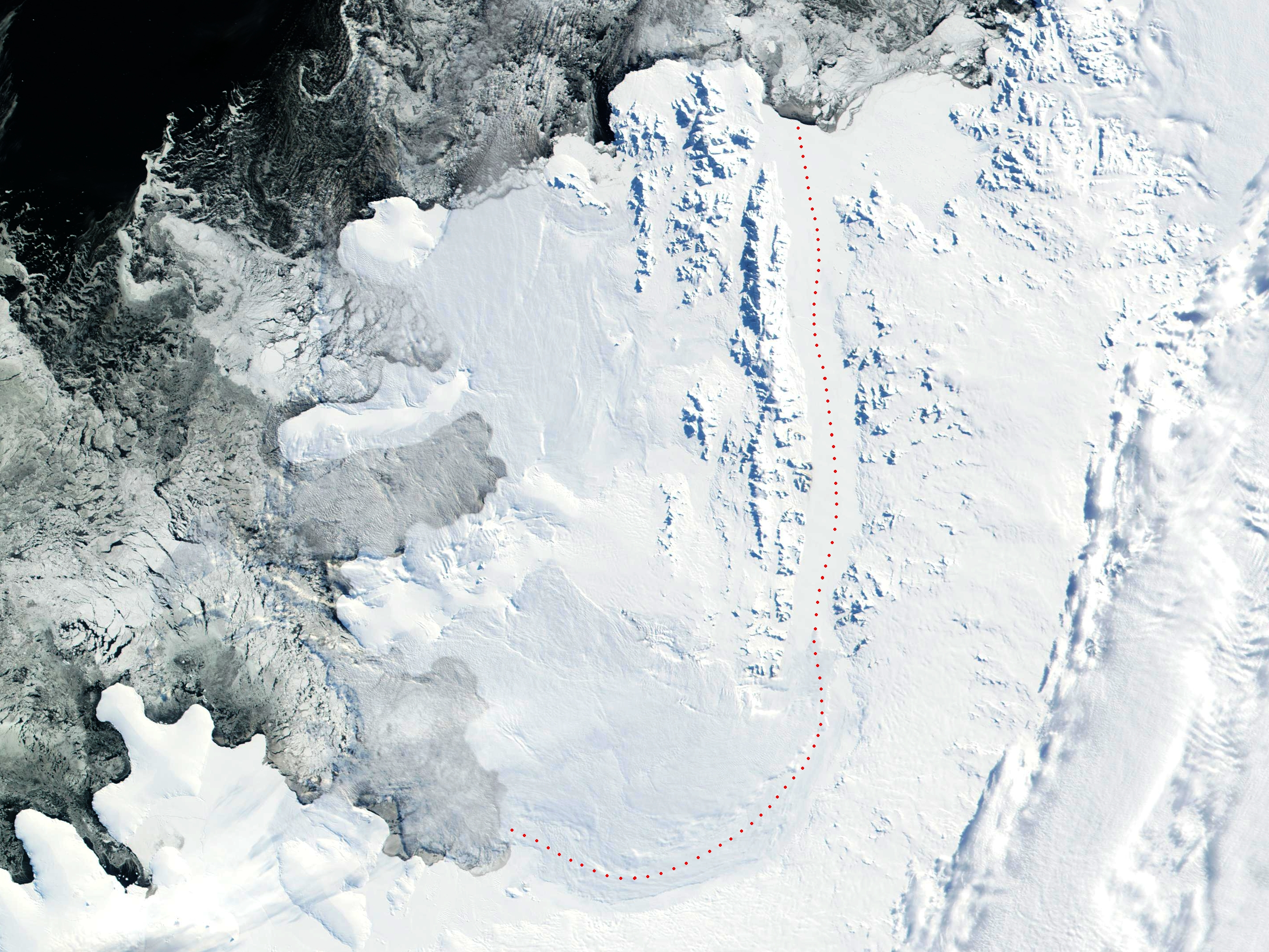
Vue satellite.

L'île Alexandre-Ier, aussi appelée île Alexandre, terre Alexandre Ier, terre Alexandre, archipel Alexandre Ier ou archipel Alexandre, est une île de l'Antarctique d'une superficie de 49 069,9 km2 (378 kilomètres sur 200 environ et un littoral de 2 185 kilomètres) et située à l'ouest de la péninsule Antarctique, au niveau de la terre de Palmer. Plus grande île au sud du cercle antarctique et du continent et deuxième île la plus grande la moins peuplée au monde après l'île Devon au Canada, localisée au sud du Cône Sud et à l'ouest de la péninsule Antarctique, entre les plateformes de glace Georges VI au nord et Wilkins et Bach au sud, l'île Alexandre-Ier s'avance dans la mer de Bellingshausen et est reliée au continent et à différentes îles dont celles de Latady et de Charcot par les plateformes de glace. Au nord-est, on retrouve la baie de Marguerite.
La station météorologique et de ravitaillement britannique Fossil Bluff est présente sur l'île depuis le 20 février 1961 et est occupée par des scientifiques uniquement l'été depuis 1975. Les autres bases les plus proches sont celles de San-Martín, appartenant à l'Argentine, et de Rothera, appartenant au Royaume-Uni, respectivement situées à 150 km et à 165 km des côtes nord de l'île.
Située à une latitude sous le cercle antarctique, l'île est en permanence recouverte d'une épaisse couche de glace en continu avec les plateformes de glace la séparant du continent. Elle est difficilement distinguable du reste du continent Antarctique pour cette raison sur les images satellites. Son point culminant, situé dans le chaînon Douglas, est le mont Stephenson, culminant à 2 987 mètres d'altitude.
Elle est découverte le 21 janvier 1821 par l'explorateur russe Fabian Gottlieb von Bellingshausen (qui donne par la même occasion son nom à la mer adjacente) et elle est nommée en l'honneur du tsar de l'époque, Alexandre Ier. C'est en décembre 1940, après une expédition américaine menée par Finn Ronne qu'on découvre qu'il s'agit en réalité d'une île et non pas d'une partie du continent. Elle est revendiquée par trois pays : l'Argentine, le Chili et le Royaume-Uni, soit les pays souverains les plus proches de l'île (respectivement par le Cône Sud pour les deux pays sud-américains et par la Géorgie du Sud et les îles Sandwich du Sud pour le pays du vieux continent).

## Géographie
Située dans la mer de Bellingshausen, le long de la côte ouest de la péninsule Antarctique dont elle n'est séparée que par le détroit Georges VI, large d'une quarantaine de kilomètres et par la baie Marguerite au nord, elle a une superficie totale de 49 069,9 km2.
L'île Alexandre mesure environ 390 km de long dans un sens nord-sud pour 80 km de large dans le nord et 240 km dans le sud.

### Archipel
L'île peut être désignée comme un archipel en raison des différentes plateformes de glace qui relient l'île Alexandre-Ier à d'autres îles de la mer de Bellingshausen. Dans la partie nord, on trouve les îles Rothschild, Charcot, Merger et Dorsey et dans la partie sud, on retrouve l'île Matady ; elles sont toutes situées à l'ouest de l'île. Une multitude d'autres petites îles sans nom sont présentes tout autour de l'île.

Îles de l'archipel
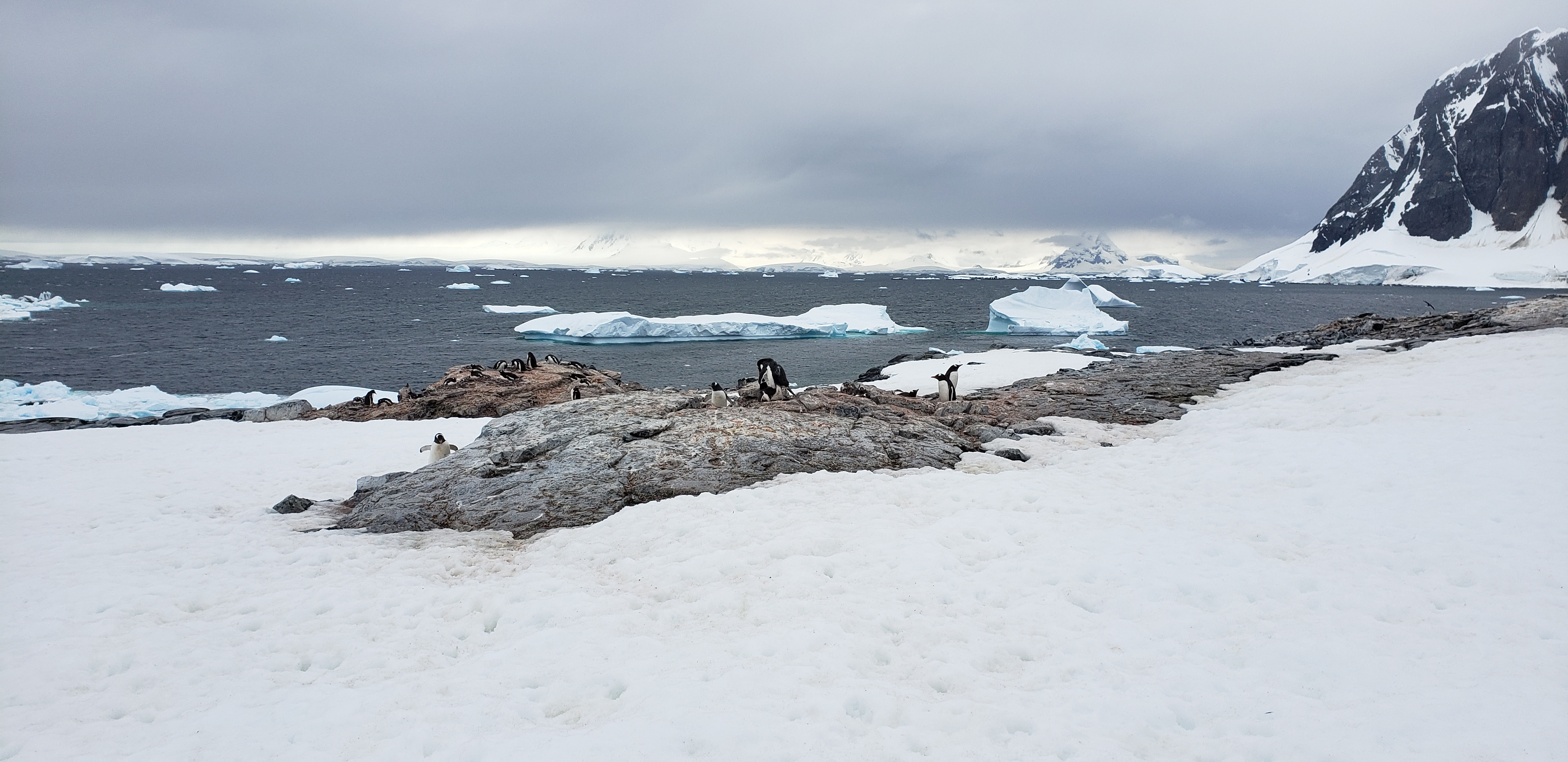
Île Charcot.
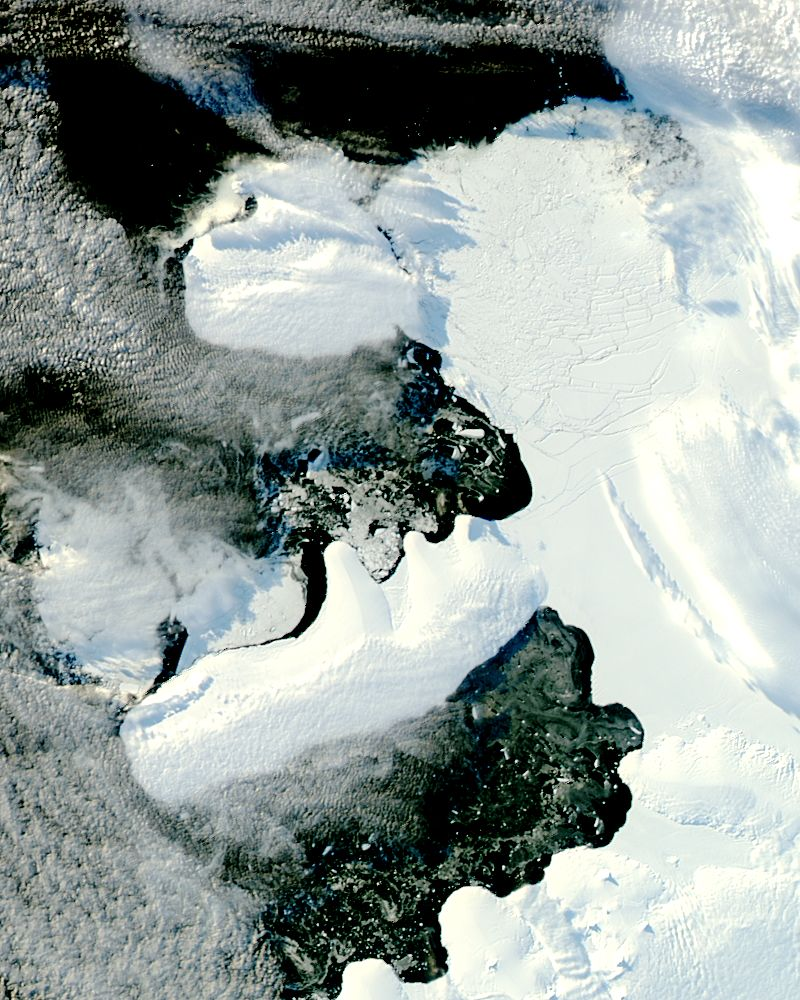
Plateforme de glace Wilkins et l'île Latady, au nord.

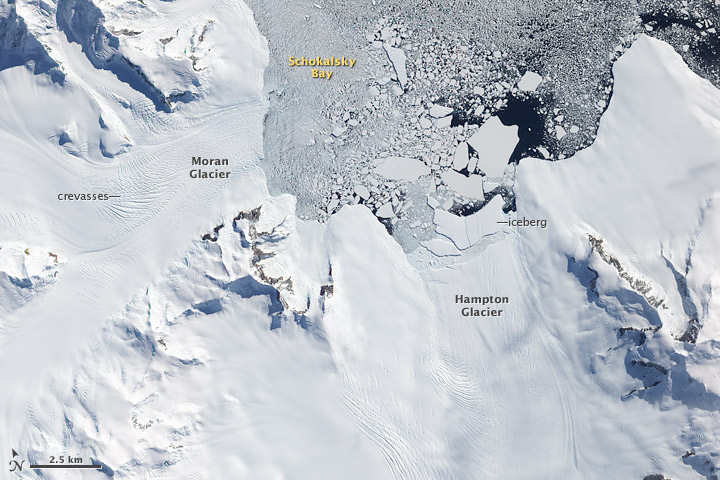
Image satellite de la baie de Schokalsky où plongent les glaciers de Moran et de Hampton.

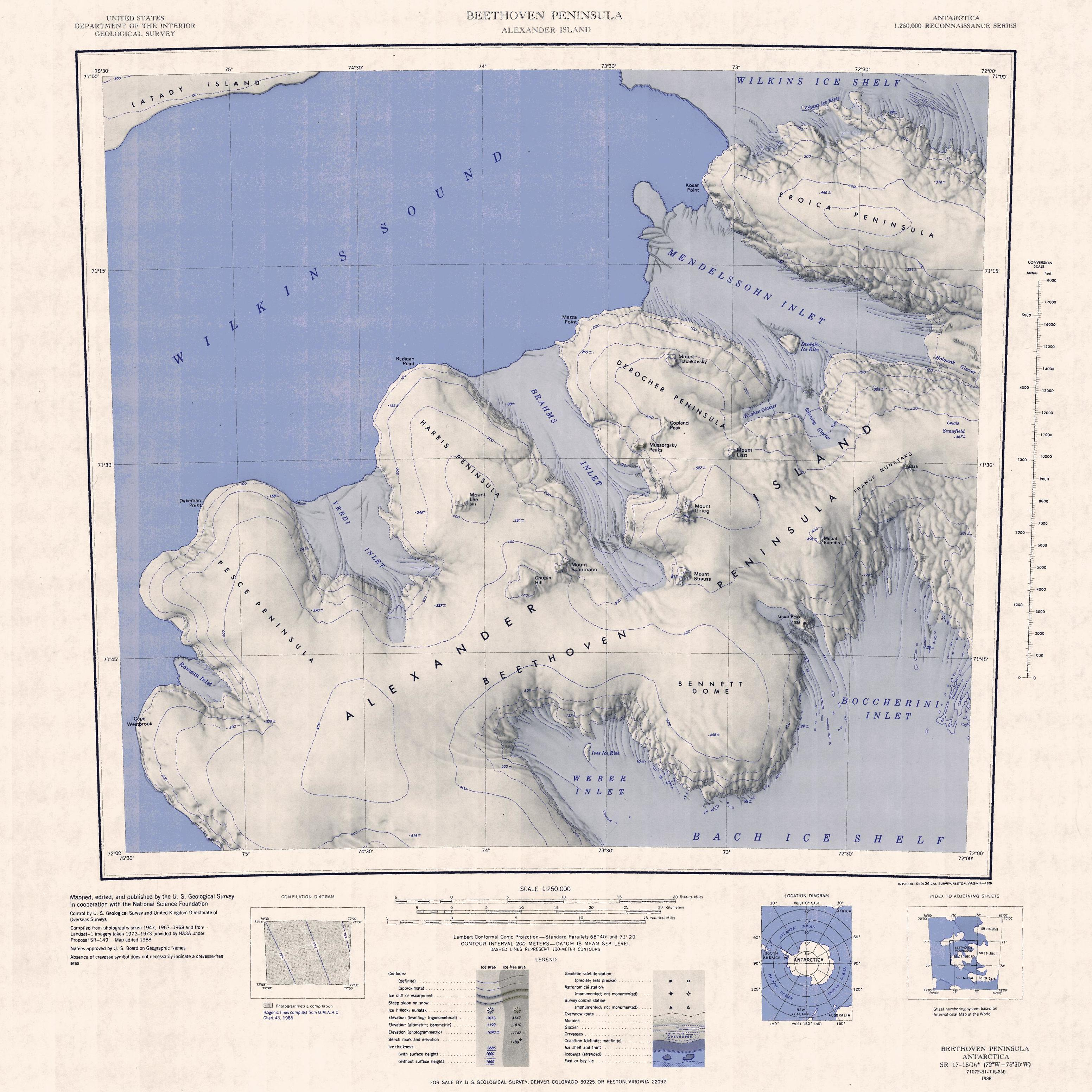
Carte topographique de la péninsule Beethoven, dans le sud-ouest de l'île, datant de 1988.

### Relief
L'île est marquée par une multitude de petites chaînes de montagnes. Dans la partie nord, on trouve d'ouest en est les monts du Havre et les monts de Rouen. Au sud des monts du Havre, un long glacier nommé Palestrina plonge dans la mer de Bellingshausen. Au nord des deux chaînes de montagnes, le glacier de piémont Roberts.
Dans la partie centrale de l'île, d'ouest en est, il y a une série de formations géologiques différentes, passant de nunataks à des montagnes, de glaciers à des champs de neige en passant par des cordillères. Tout à l'ouest, en face de l'île Rothschild, les monts Lassus avec au sud de ceux-ci, la cordillère de Debussy. Entre ces derniers et la partie centrale de l'île, il y a un champ de neige (nommé Nichols) et un glacier (nommé Gilbert) ; le premier rejoint le glacier Palestrina tandis que le second plonge dans la banquise au nord de l'île Merger. Ensuite, à l'est du champ de neige et du glacier, du nord au sud, les hauts plateaux Elgar, au sud des monts de Rouen, avec différents nunataks dont ceux du Serpent, du Lézard et des Appalaches. Au sud des hauts plateaux, le glacier Bartók (qui sépare le champ de neige Nichols et le glacier Gilbert). Viennent ensuite le glacier Sullivan et les éperons rocheux de Mahler et de Puccini. Enfin, le chaînon Douglas est séparé du reste par le glacier Hampton. Sur la partie orientale de l'île, les glaciers Toynbee et Wager sont les derniers obstacles avant le détroit Georges VI et la plateforme de glace homonyme.

Dans la partie australe de l'île, en partant du nord vers le sud, les monts Colbert sont séparés du chaînon LeMay par les contreforts de Lully. Au nord, le col Snick sépare les deux chaînons de l'île. Le reste de l'île a moins de relief. Dans la partie occidentale, à quelque quatre-vingts kilomètres du chaînon LeMay, s'élèvent les monts Walton et, beaucoup plus à l'ouest, à l'entrée de la péninsule Beethoven, les nunataks Franck. Dans la partie la plus australe de l'île, comme derniers reliefs marquants, d'ouest en est, les pics Staccato, le pic Mimas, le nunatak Themis et le mont Umbriel.

Relief de l'île
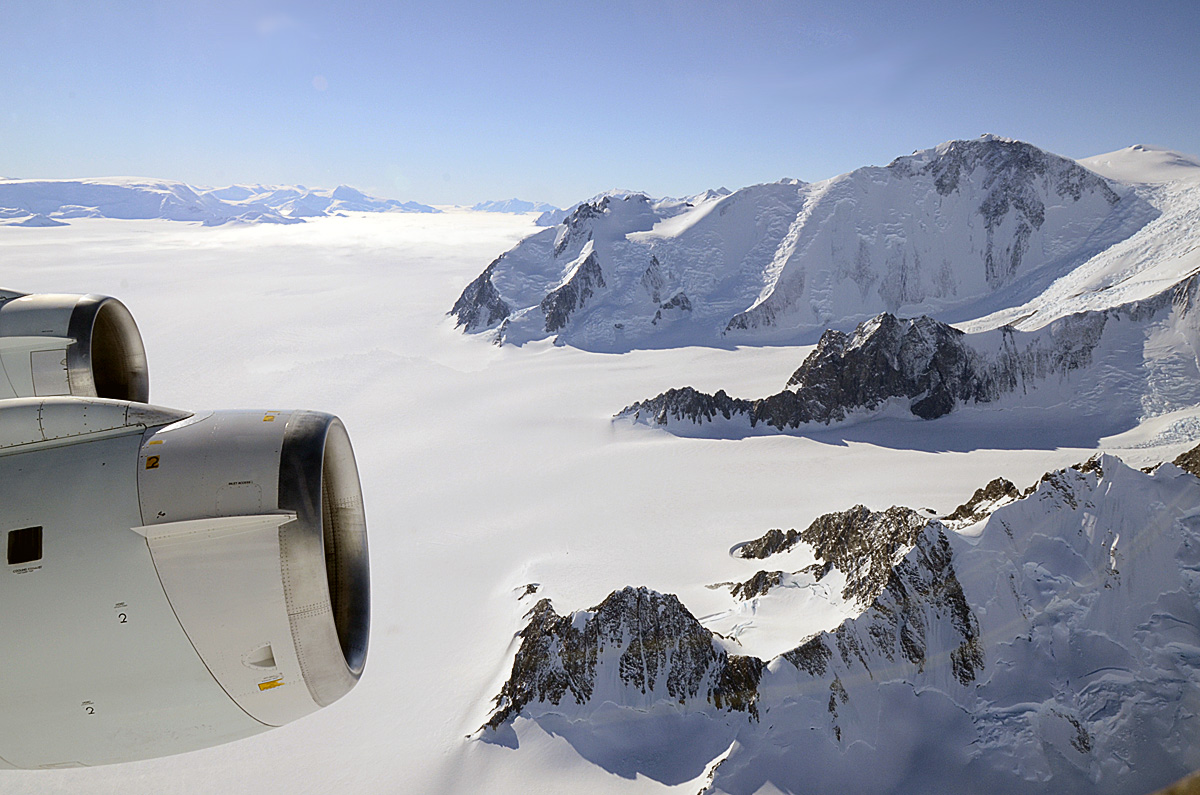
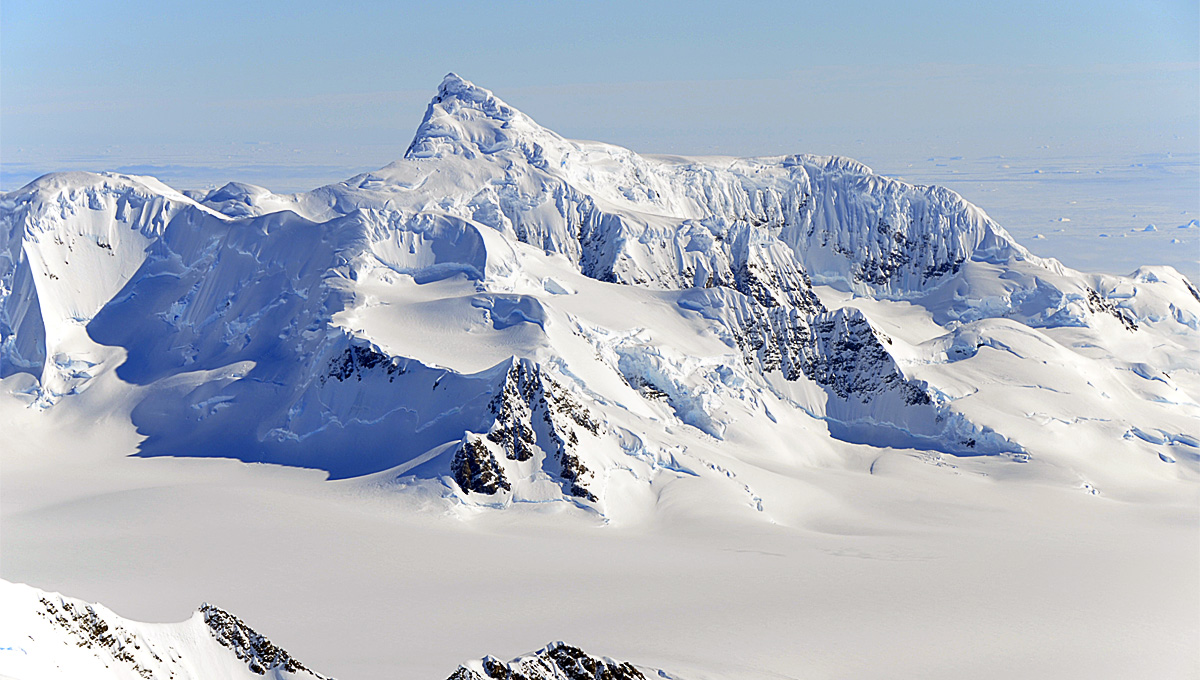
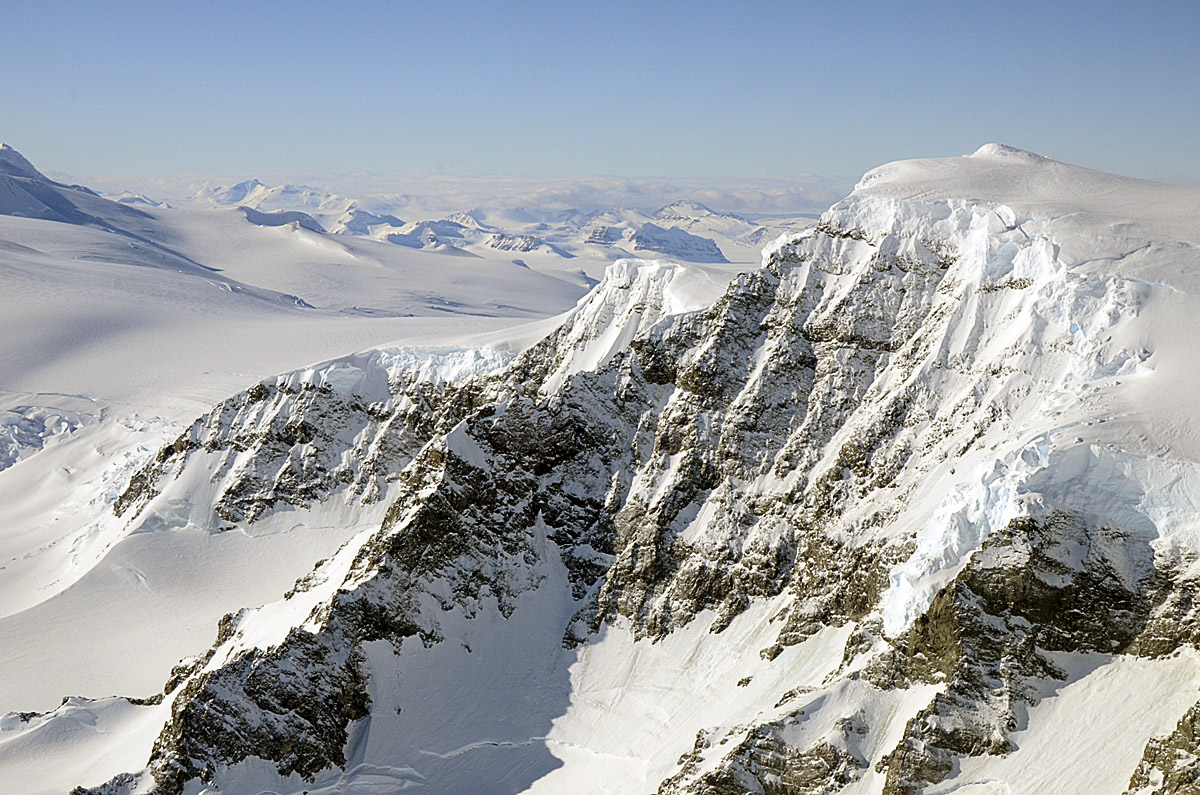
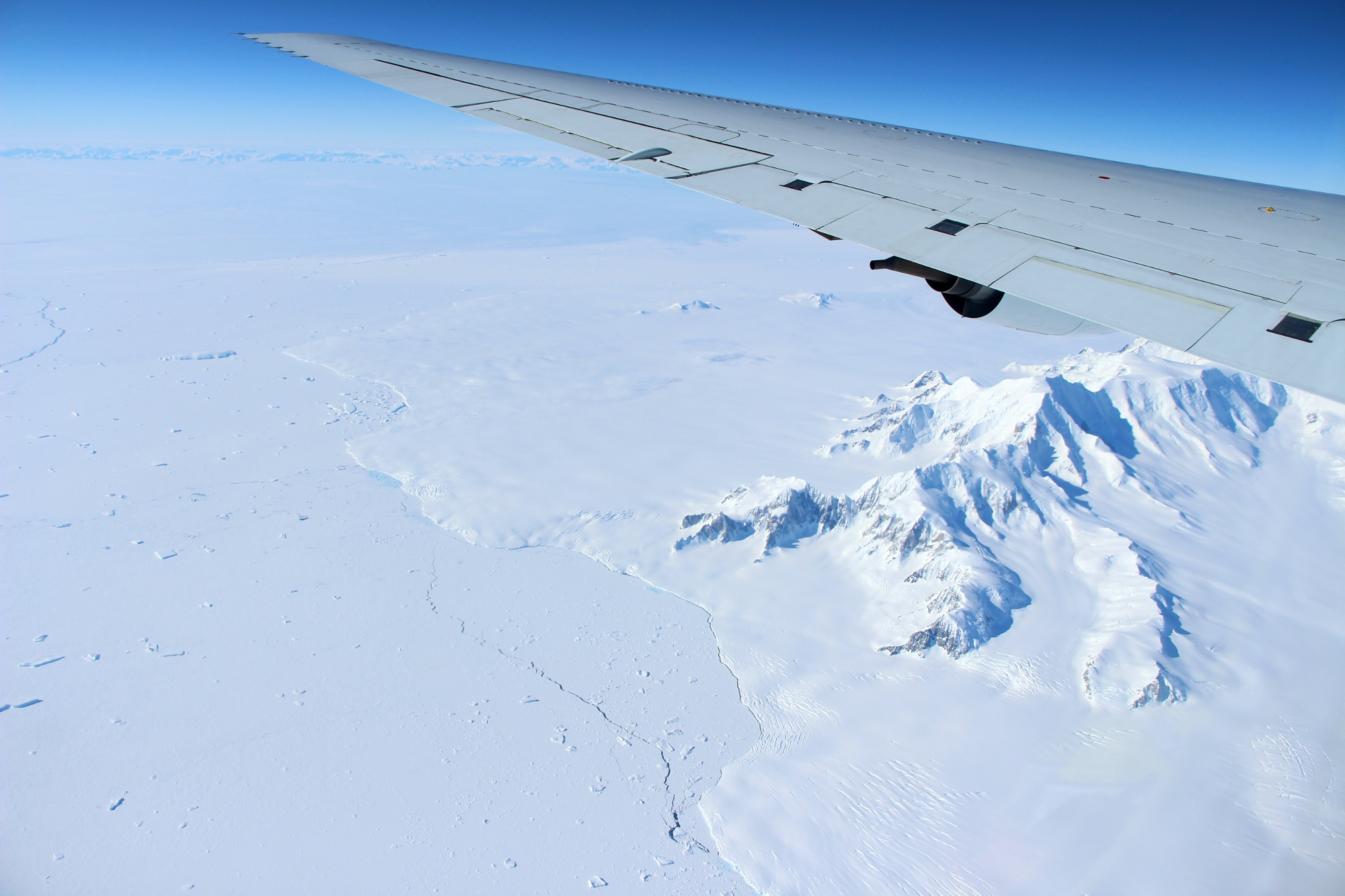

## Histoire
L'île a été découverte le 21 janvier 1821 par l'explorateur Fabian Gottlieb von Bellingshausen, lors de l'expédition antarctique russe. L'île fut nommée ainsi en l'honneur du tsar régnant Alexandre Ier. Mais elle fut au départ appelée Terre d'Alexandre Ier car on a cru jusqu'en 1940, qu'elle était une partie du continent antarctique. Sa nature insulaire ne fut prouvée qu'en décembre 1940, lors d'une expédition en traîneau menée par Finn Ronne du United States Antarctic Service (USAS), le Département américain de l'Antarctique. Dans les années 1950, une base britannique administrée comme partie du territoire antarctique britannique a été construite à Fossil Bluff. Elle est maintenant utilisée comme centre d'observation météo et comme réserve de carburant.
La souveraineté de l'île est réclamée par le Royaume-Uni, le Chili et l'Argentine mais l'île se trouve sous le traité sur l'Antarctique.